# Ungusurculus
Ungusurculus is een geslacht van straalvinnige vissen uit de familie van naaldvissen (Bythitidae).

## Soorten
- Ungusurculus collettei Schwarzhans & Møller, 2007
- Ungusurculus komodoensis Schwarzhans & Møller, 2007
- Ungusurculus philippinensis Schwarzhans & Møller, 2007
- Ungusurculus riauensis Schwarzhans & Møller, 2007
- Ungusurculus sundaensis Schwarzhans & Møller, 2007
- Ungusurculus williamsi Schwarzhans & Møller, 2007